# مردی از لا مانتا
مردی از لا مانتا (انگلیسی: Man of La Mancha) فیلمی در ژانر کمدی-درام، موزیکال، کمدی، فانتزی و ماجراجویی به کارگردانی آرتور هیلر است که در سال ۱۹۷۲ منتشر شد.

## بازیگران
- پیتر اوتول
- سوفیا لورن
- جیمز کوکو
- هری اندروز
- جان کستل
- ایان ریچاردسون
- جولی گرگ
- برایان بلسد
- مارنه مایتلند
- روزالی کراچلی